# Łuhowe (przystanek kolejowy)
Łuhowe (ukr. Лугове, ros. Луговое) – przystanek kolejowy w miejscowości Łuhowe (hist. Biała), w rejonie sarneńskim, w obwodzie rówieńskim, na Ukrainie.